# Julia Kopecký
Julia Kopecký, née le 10 août 2004 à Leyde aux Pays-Bas, est une coureuse cycliste tchèque qui possède également la nationalité néerlandaise.

## Biographie
Julia Kopecký nait et grandit à Leyde, en Hollande-Méridionale. Elle est la sœur cadette de Matyáš et Tomáš Kopecký, tous deux également cyclistes professionnels. Leur mère est néerlandaise et leur père est tchèque, ce qui leur confère la double nationalité. Mais, malgré leurs liens plus étroits avec les Pays-Bas, ils ont choisi de représenter la République tchèque.
En tant que junior (17/18 ans), elle est membre de l'équipe nationale et représente la République tchèque sur route et en cyclo-cross. En 2022, elle devient championne de tchéquie sur route et de cyclo-cross chez les juniors. Elle obtient plusieurs résultats notables sur route, dont un succès d'étape sur le Circuit de Borsele. Elle prend également la deuxième place au classement général du Watersley Ladies Challenge et la septième place du championnat du monde sur route juniors.
Avec son passage chez les espoirs (moins de 23 ans), elle rejoint l'équipe de développement AG Insurance-Soudal NXTG en 2023. À 18 ans, elle remporte son premier succès international dans l'élite la même saison lors de la course d'un jour belge Leiedal Koerse. En 2024, elle domine à domicile le Tour de Feminin, avec deux succès d'étape, la victoire au classement général, au classement par points et de la meilleure jeune.

## Palmarès sur route

### Par années
- 2021
  - 2e du championnat de Tchéquie du contre-la-montre juniors
  - 3e de la Bizkaikoloreak
- 2022
  -  Championne de Tchéquie sur route juniors
  - 2e étape du Circuit de Borsele
  - 2e du Watersley Ladies Challenge juniors
  - 7e du championnat du monde sur route juniors
- 2023
  - Leiedal Koerse
  - 6e du championnat d'Europe sur route espoirs
- 2024
  -  Championne de Tchéquie du contre-la-montre
  - Tour de Feminin : 
    - Classement général
    - 1re (contre-la-montre) et 2e étapes

  - 2e du Circuit de Borsele (contre-la-montre)
  - 2e de la Volta Limburg Classic
  - 3e du championnat de République tchèque sur route
- 2025
  -  Championne de Tchéquie du contre-la-montre
  - 2e du championnat de Tchéquie sur route

### Classements mondiaux
| Année                                 | 2023 | 2024 |
| ------------------------------------- | ---- | ---- |
| Classement UCI                        | 256e | 179e |
|                                       |      |      |
| Légende : nc = non classéSource : UCI |      |      |

## Palmarès en cyclo-cross
- 2020-2021
  -  Championne de Tchéquie de cyclo-cross juniors
  - Toi Toi Cup juniors #1, Mladá Boleslav
  - Toi Toi Cup juniors #2, Holé Vrchy
  - Toi Toi Cup juniors #5, Jičín
  - 8e de la Coupe du monde de cyclo-cross juniors
- 2021-2022
  - 2e du championnat de Tchéquie de cyclo-cross juniors
  - 6e du X²O Badkamers Trofee juniors
  - 8e de la Coupe du monde de cyclo-cross juniors
  - 10e du championnat du monde de cyclo-cross juniors
- 2022-2023
  - 2e du championnat de Tchéquie de cyclo-cross